# Götzingerhöhe
Die Götzingerhöhe oder auch fälschlicherweise Götzinger Höhe ist ein Aussichtspunkt mit Turm und Gaststätte südlich von Neustadt in Sachsen auf 423,6 m ü. HN. Sie ist ein beliebtes Ausflugsziel der Neustädter. Man erreicht sie vom Plattenbaugebiet Bruno-Dietze-Ring aus über den Promenadenweg, wo es einen Picknickplatz mit kleiner Kneippanlage (Wassertreten) gibt.

## Geschichte
Früheste Überlieferungen bezeichnen den Berg nach der Richtstätte, die sich da befand, als Galgenberg. Ab dem Siebenjährigen Krieg bis etwa 1880 war die Bezeichnung Achtlindenberg nach dem auf dem Gipfel befindlichen Lindenrondell, welches in dieser Zeit dort angepflanzt worden war, gebräuchlich.
Danach wurde die Götzingerhöhe nach dem Heimatkundler Wilhelm Leberecht Götzinger benannt, der in Neustadt lebte und diese Aussicht, sowie die gesamte Gegend erstmals ausführlich beschrieb. Ein Granitblock mit Tafel und ein in der Gaststätte befindliches Aquarell erinnern heute an ihn.

## Touristische Erschließung
Der 1883 auf Betreiben von Julius Mißbach zusammen mit dem Gaststättengebäude errichtete 25 m hohe Aussichtsturm ähnelt dem im gleichen Jahr errichteten Büchenbronner Aussichtsturm südlich von Pforzheim in Baden-Württemberg. Er stammt ebenfalls aus der Dresdner Centralheizungsfabrik Louis Kühne und kostete rund 4000 Mark. Der Turm ist eine Stahlkonstruktion ohne Verzierungen. Im Jahr 1992 wurde der Turm grundlegend saniert und es wurden 8 neue Linden gepflanzt. Von der Aussichtsplattform hat man einen schönen Rundblick bis in die umliegenden Gebirge Elbsandsteingebirge, Erzgebirge und Lausitzer Bergland. Möglicherweise ist er neben dem Büchenbronner Aussichtsturm und dem 2006 abgerissenen Gustav-Vietor-Turm einer der ältesten Stahlfachwerktürme der Welt. Erst vier Jahre später war Baubeginn zur Errichtung des Eiffelturms.

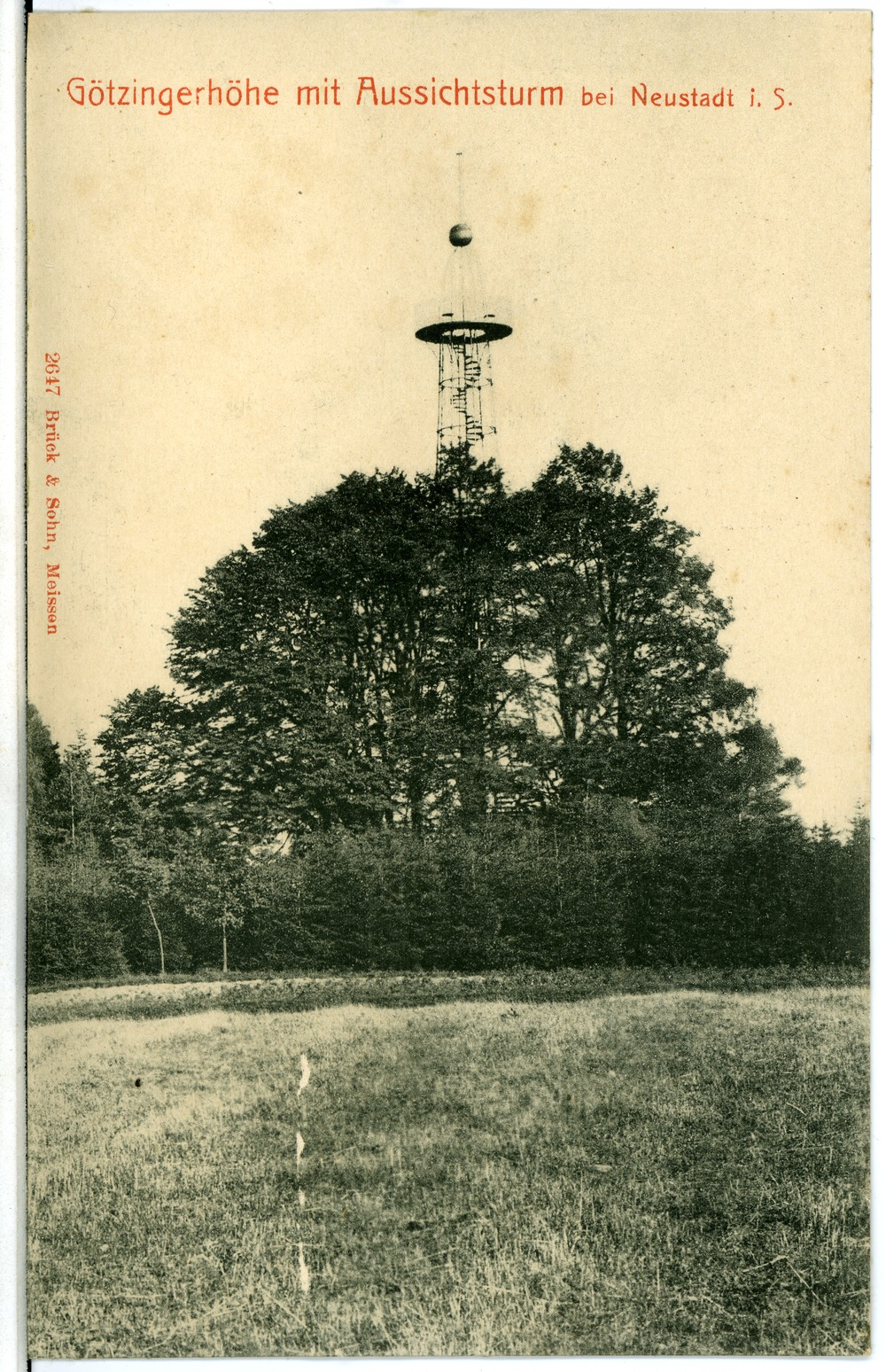
Ansicht des Turms im Jahre 1902
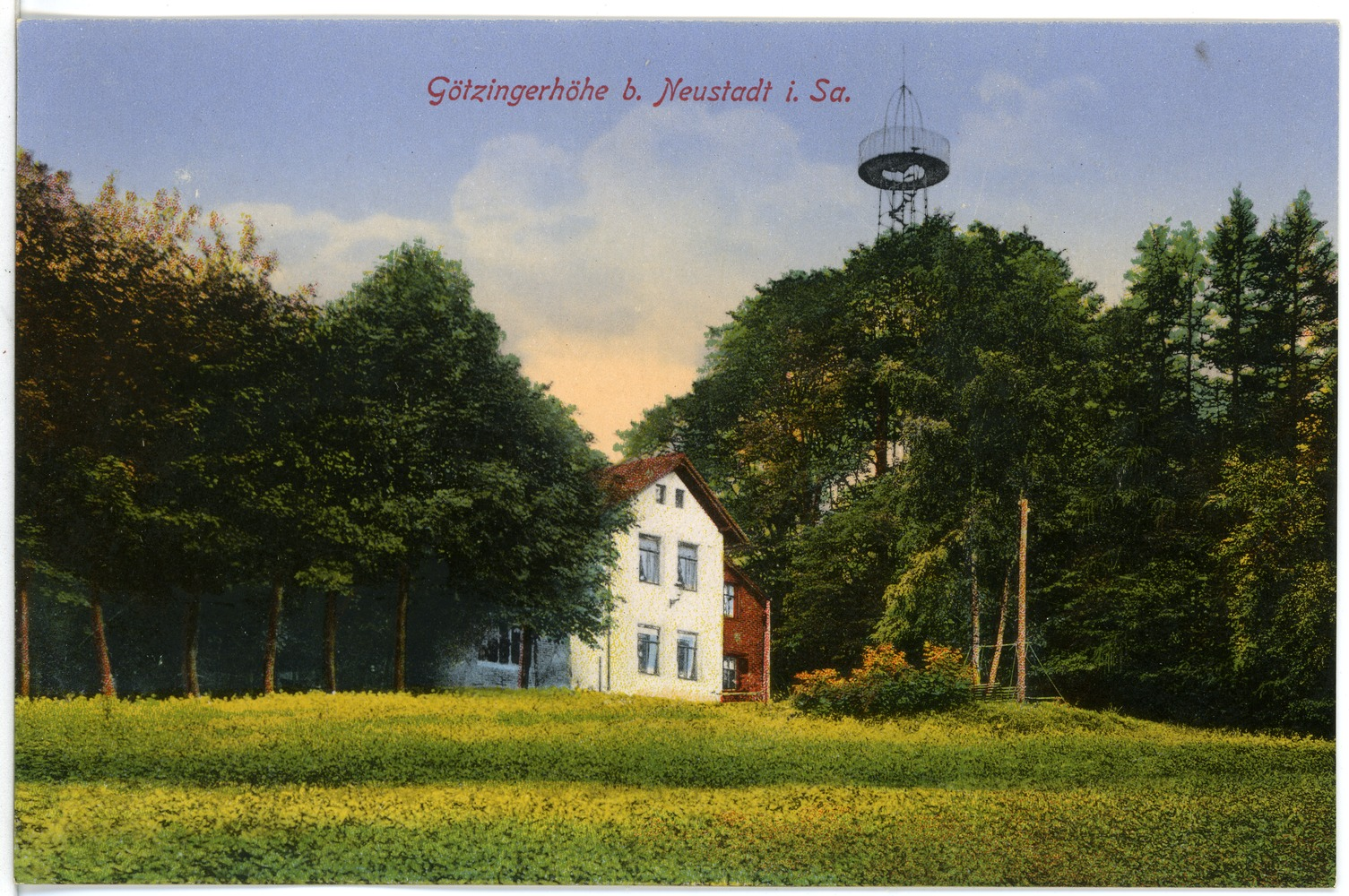
Gasthaus mit Turm 1913
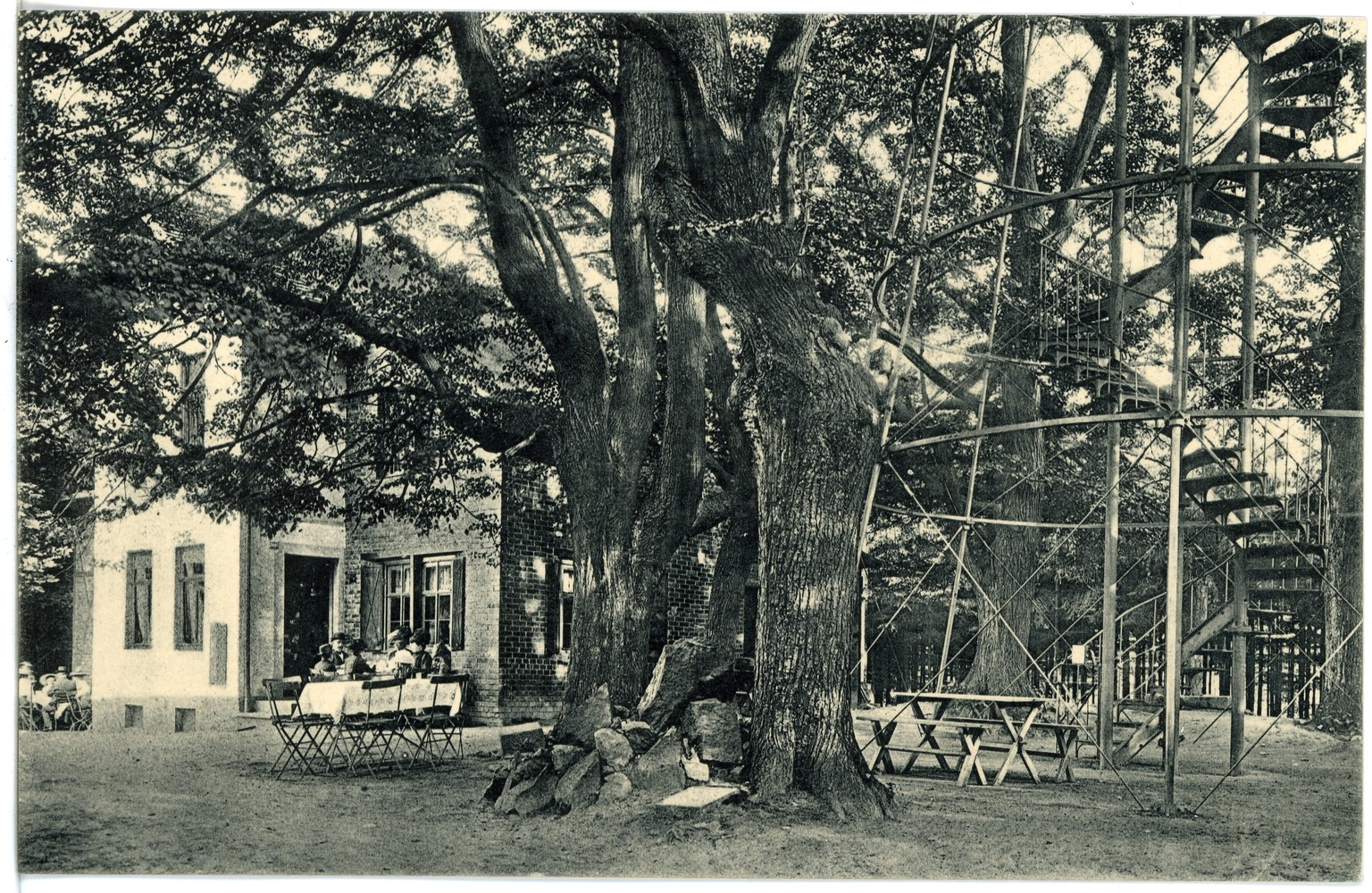
Gasthaus mit Gedenkstein 1913
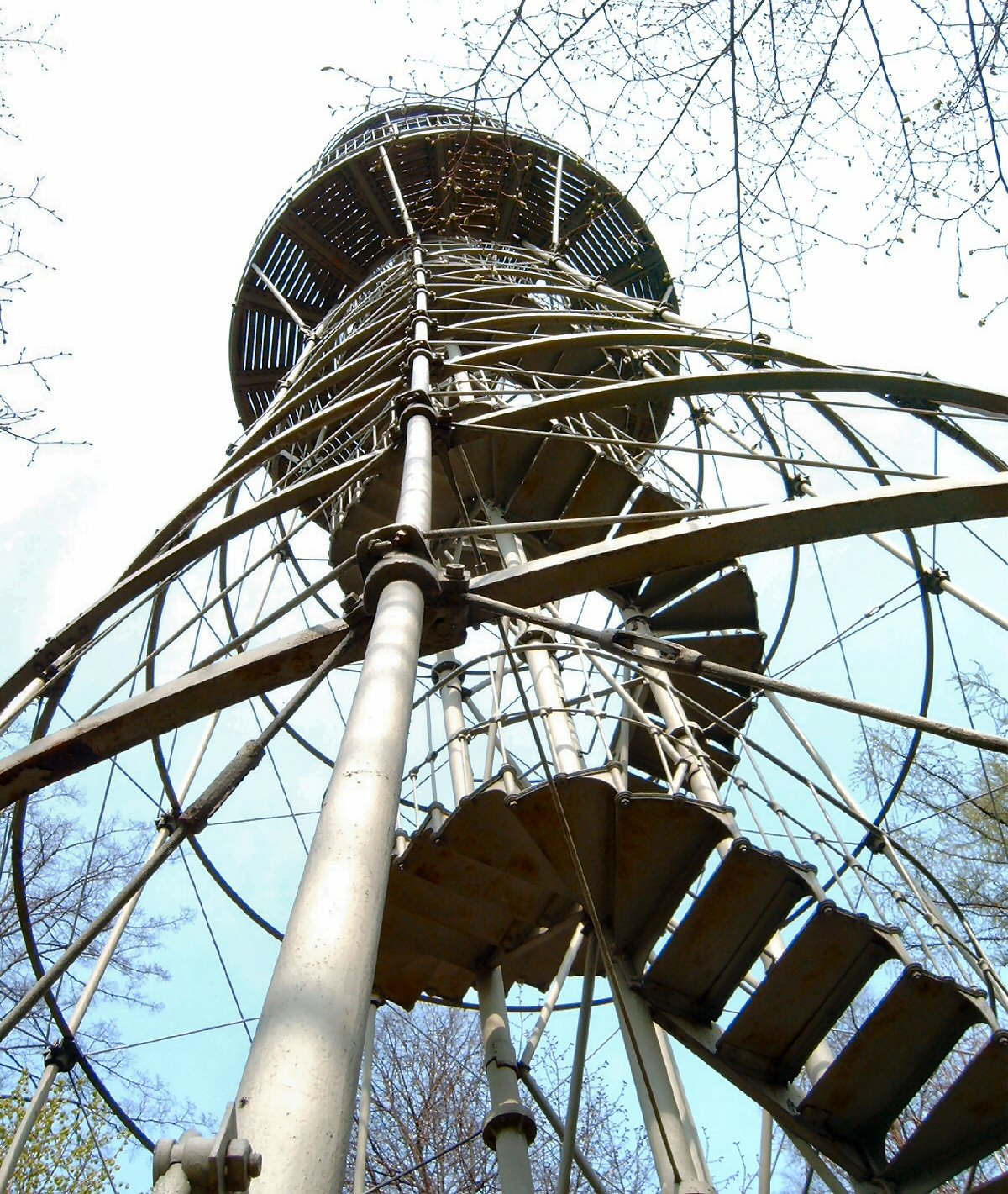
Aussichtsturm heute
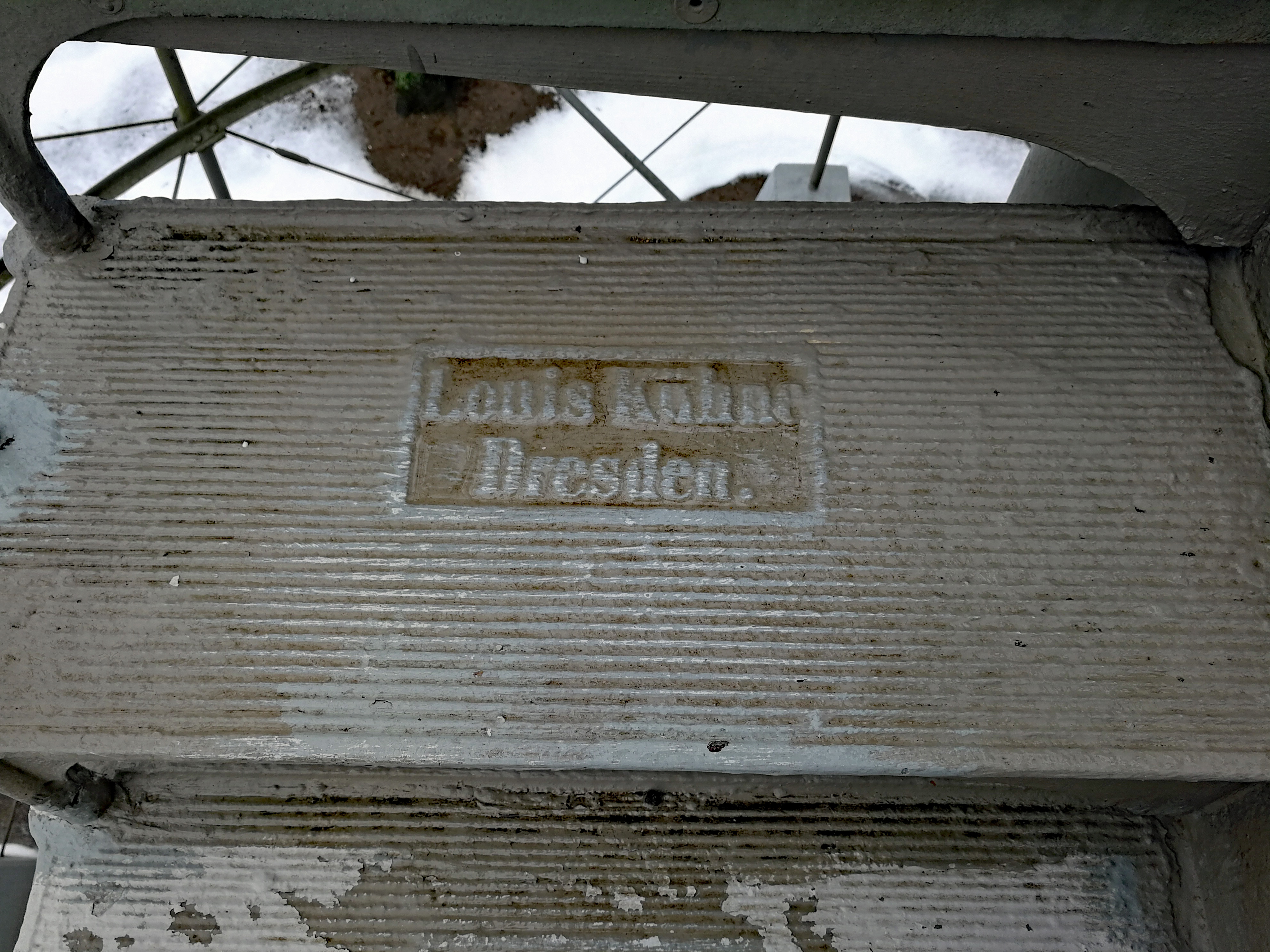
Jede der gusseisernen Stufen des Aussichtsturms ist mit Louis Kühne. Dresden. beschriftet
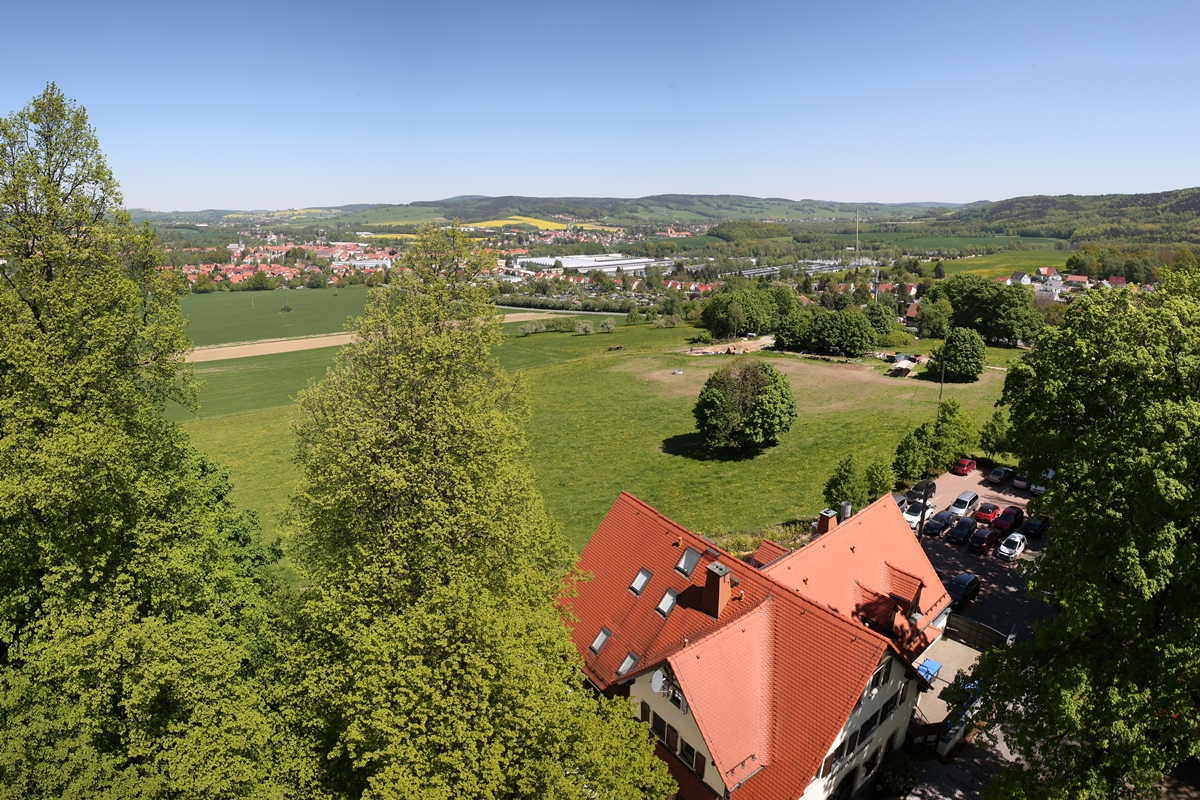
Blick vom Aussichtsturm in Richtung Nord/Nordost auf Neustadt, Langburkersdorf und die Höhen des Hohwaldes
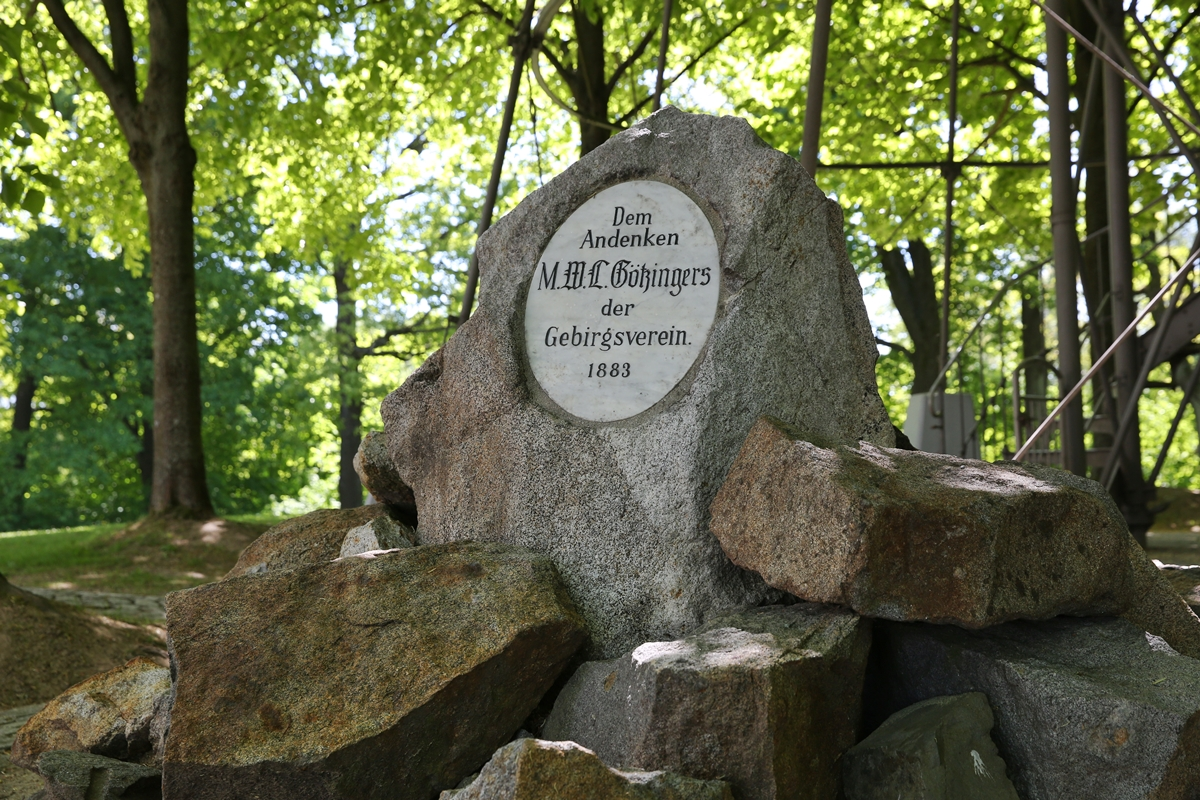
Gedenkstein
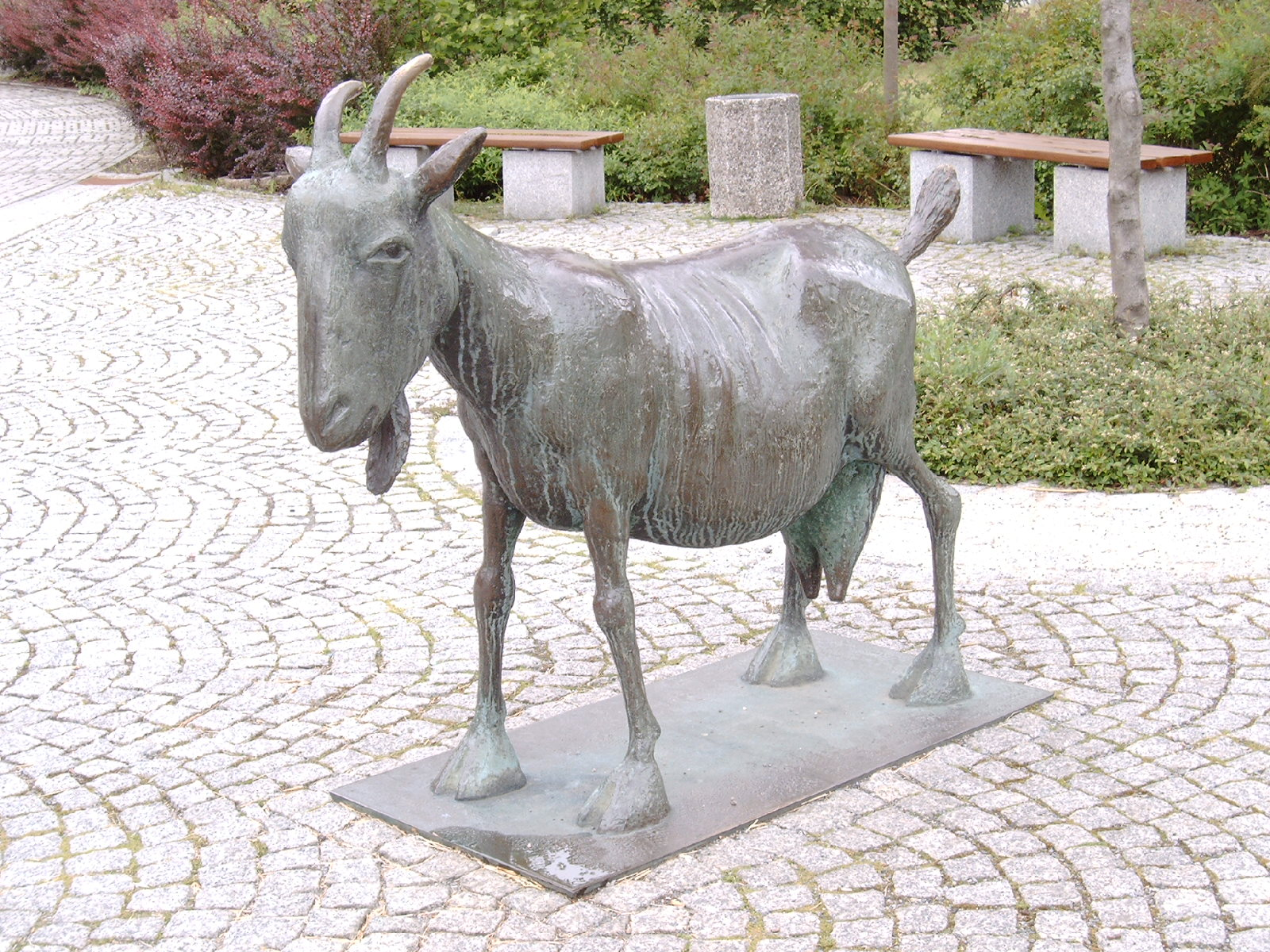
Neustädter Ziege (seit 2008 wieder am Aussichtsturm)
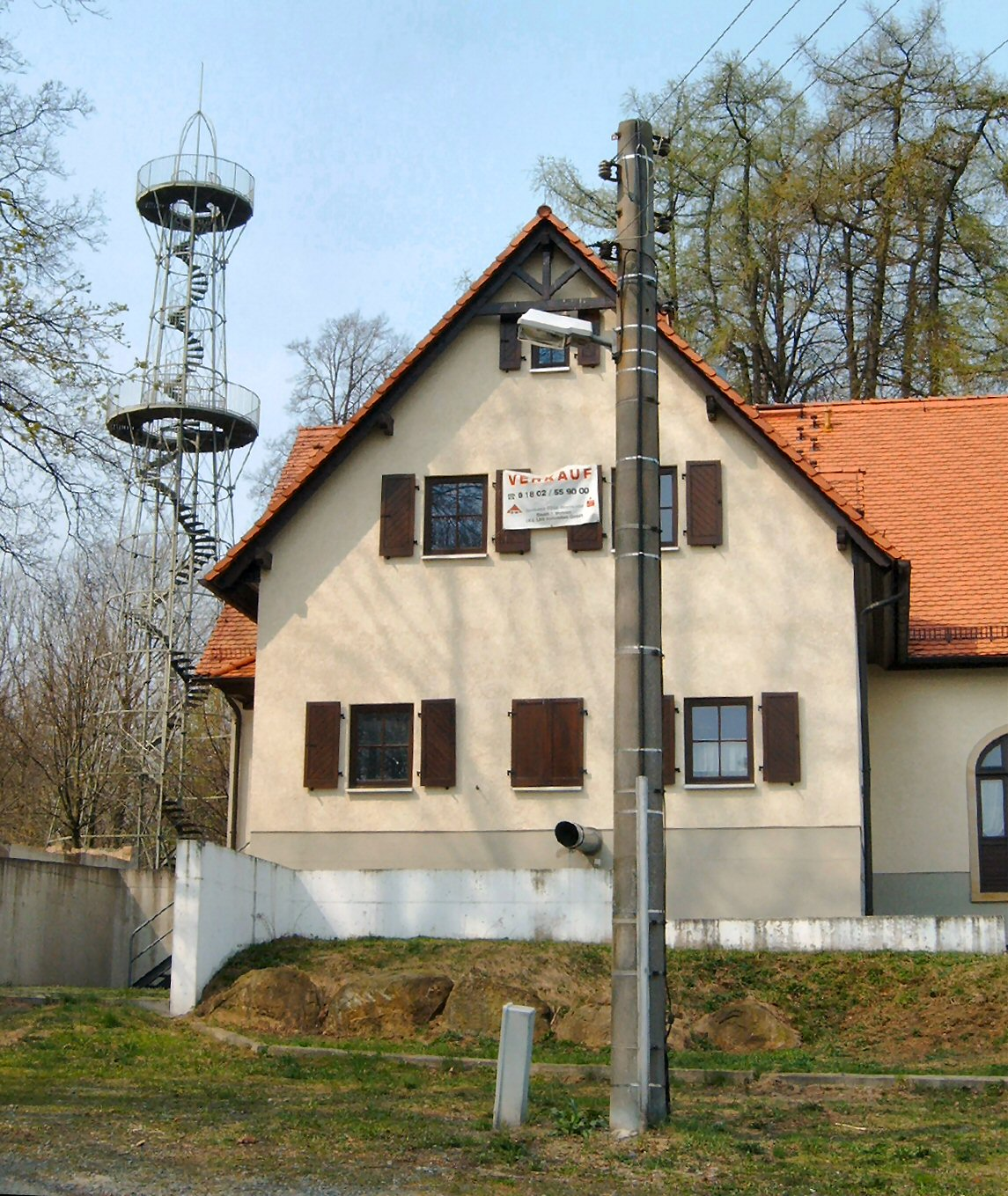
Gasthausneubau von 1997 (2005 noch leerstehend) mit saniertem Turm

Im Winter ist die Abfahrt von der Götzingerhöhe als Rodelbahn beliebt. Dazu wurde bereits im Winter 1926/27 eine vom Berg zu den Promenaden hinabführende, 500 Meter lange und fünf Meter breite Rodelbahn angelegt. Das Gasthaus wurde abgerissen und 1997 durch einen Neubau ersetzt. Vom 1. April 2006 bis zum 21. Mai 2024 waren Gaststätte und Pension nach vorigem Leerstand geöffnet.